# Exoderme
A exoderme é uma camada (uni ou multiestratificada) da pele, a mais externa do córtex de raiz, constituída por células mais ou menos suberificadas, que podem sofrer uma esclerificação posteriormente. Alguns autores limitam este termo para designar uma camada profunda, abaixo do velame de raízes de epífitas.
A exoderme ocorre abaixo da epiderme e as suas células podem apresentar estrias de Caspary, porém, com maior frequência são descritas como possuidoras de lamela de suberina revestida por uma espessa parede celulósica. 
A grande maioria das angiospermas possui exoderme suberizada, que apresenta, como a endoderme, três estádios de formação, e tem plasmodesmata na mesma frequência da endoderme, sugerindo que o transporte simplástico em ambas é semelhante. A exoderme representa uma barreira protetora, do apoplasto do córtex para o solo, e pode ter condutividade variável para o fluxo de água e solutos.

## Constituição da exoderme
A exoderme é constituída de apenas um tipo de células ou de células curtas e longas. Enquanto a raiz é jovem, as paredes das células curtas não contêm suberina. Mais tarde poderão suberizar-se. A exoderme pode apresentar várias camadas de espessura.  